# NGC 3608
NGC 3608 (другие обозначения — UGC 6299, MCG 3-29-22, ZWG 96.22, KCPG 278B, PGC 34433) — эллиптическая галактика (E2) в созвездии Лев.
Этот объект входит в число перечисленных в оригинальной редакции «Нового общего каталога».
Галактика NGC 3608 входит в состав группы галактик NGC 3607. Помимо NGC 3608 в группу также входят ещё 9 галактик.
Галактика NGC 3608 входит в состав группы галактик NGC 3686. Помимо NGC 3608 в группу также входят ещё 22 галактики.
Ионизированный газ в NGC 3608 вращается в ортогональной плоскости относительно направления вращения звёздной составляющей.